# Erikskulle museum och hembygdsgård
Erikskulle museum och hembygdsgård är ett frilufts- och lokalmuseum i den tidigare byn Vik i nuvarande Norrtälje kommun, som ägs och drivs av den 1918 bildade Söderbykarls Fornminnes- och hembygdsförening. Erikskulle har ett markområde på cirka 1,5 hektar och ett antal gamla byggnader, varav ett tiotal har ett kulturhistoriskt värde. Marken skänktes av Erik Eriksson, som var en av grundarna. Båtsmanstorpet från byn Vik och Sockenmagasinet från Söderby-Karls kyrka var de första byggnaderna. 
De permanenta utställningarna i museet visar husgeråd, redskap och förvaringskärl, som tallrikar, dryckeskärl och skålar av trä, kakformar av koppar, porslin och slipat glas, samt ostformar, smörkärnor och brödspadar, silltunnor och mjöllårar.

## Viksbåten
Huvudartikel: Viksbåten
I museets bottenvåning finns det 9,6 meter långa rekonstruerade grundgående roddskeppet Viksbåten i klinkbyggd ek från mitten av 1000-talet. Det hittades 1898 i samband med utdikning av ängsmarkerna i Vik, strax söder om där Erikskulle ligger.

## Hammarbystugan
Hammarbystugan är en parstuga från 1700-talet, som flyttades på 1930-talet från Vikstorpet i Lohärads socken. Stugans vänstra del var ursprungligen en backstuga, som 1827 flyttades inom socknen från Hammarby till Vikstorpet och förlängdes till parstuga. Den flyttades 1929 till Erikskulle. Den bestod av kök och "anderstuga" samt i mitten en liten kammare och farstu. Anderstugan användes också som foderlada.

## Väderkvarnen
Väderkvarnen byggdes 1876 och var i drift i Lill-Råda i Roslagsbro socken in på 1920-talet. Stolpkvarnen flyttades 1930 till Erikskulle.

## Båtsmanstorpet från Vik
Torpet byggdes 1828 och flyttades till Erikskulle 1920. Det är en timrad enkelstuga med farstu, kök och en liten kammare.

## Smedjan
Smedjan är från Karby i Estuna.

## Bildgalleri

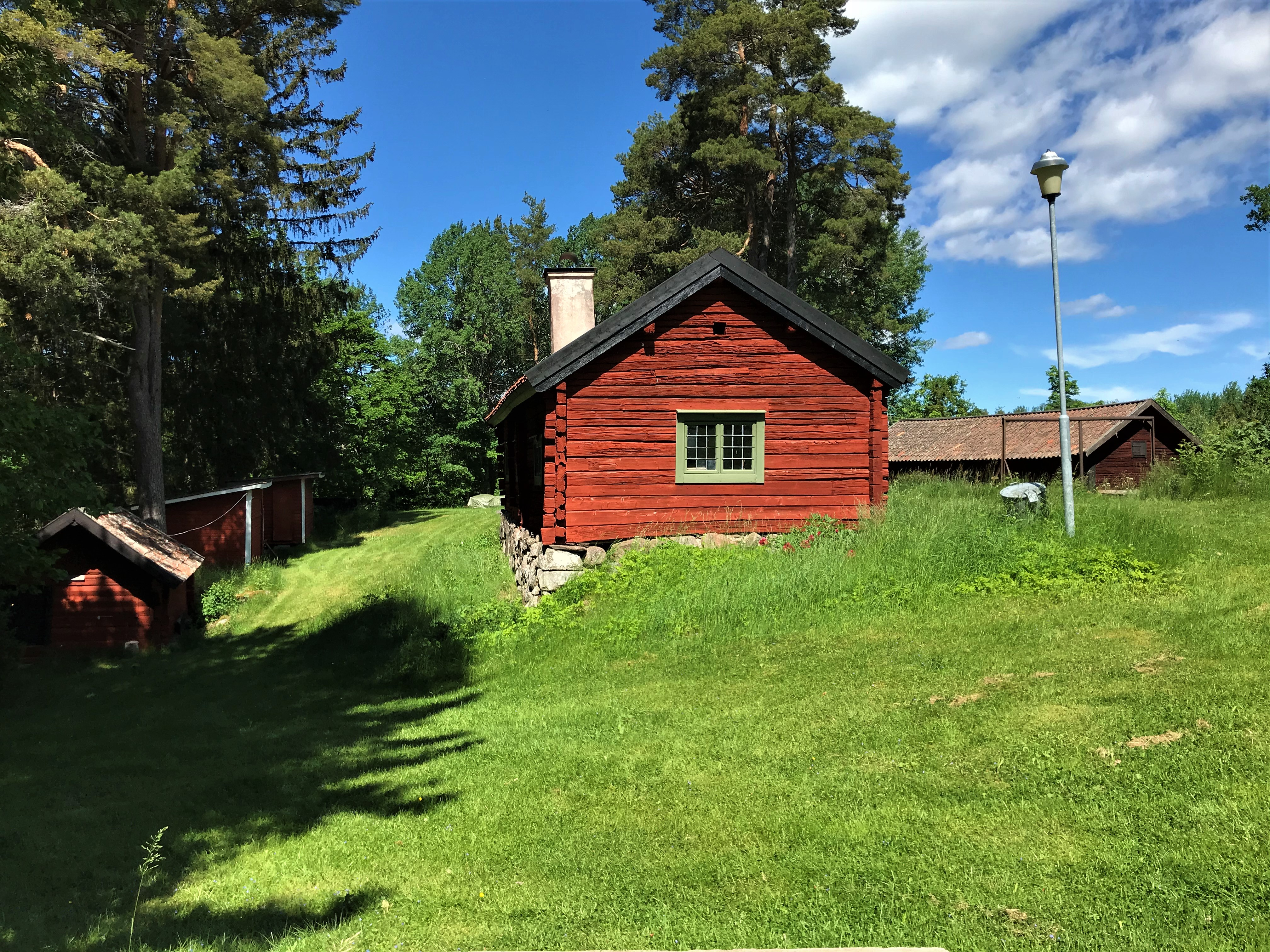
Hammarbystugan
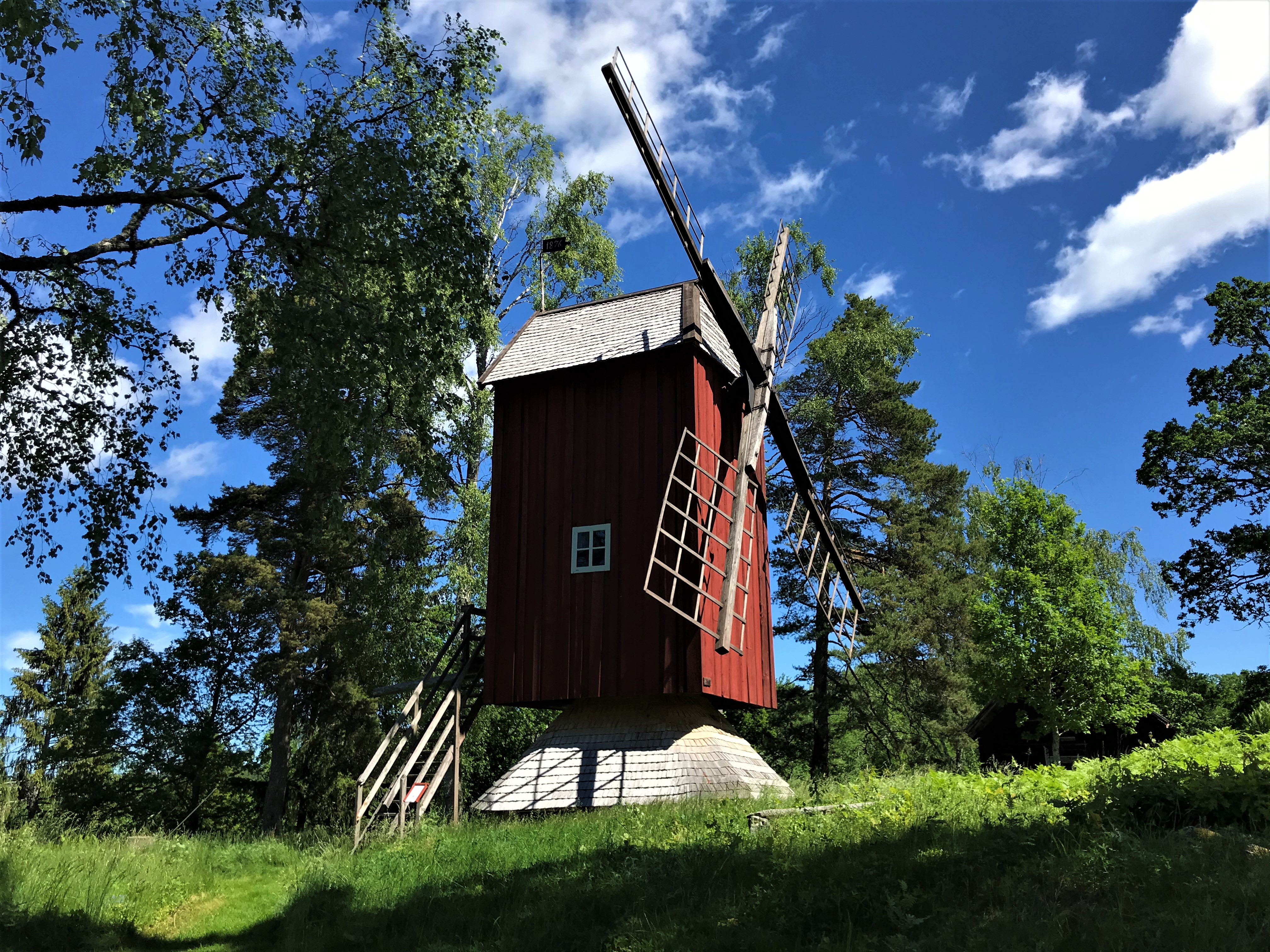
Väderkvarnen
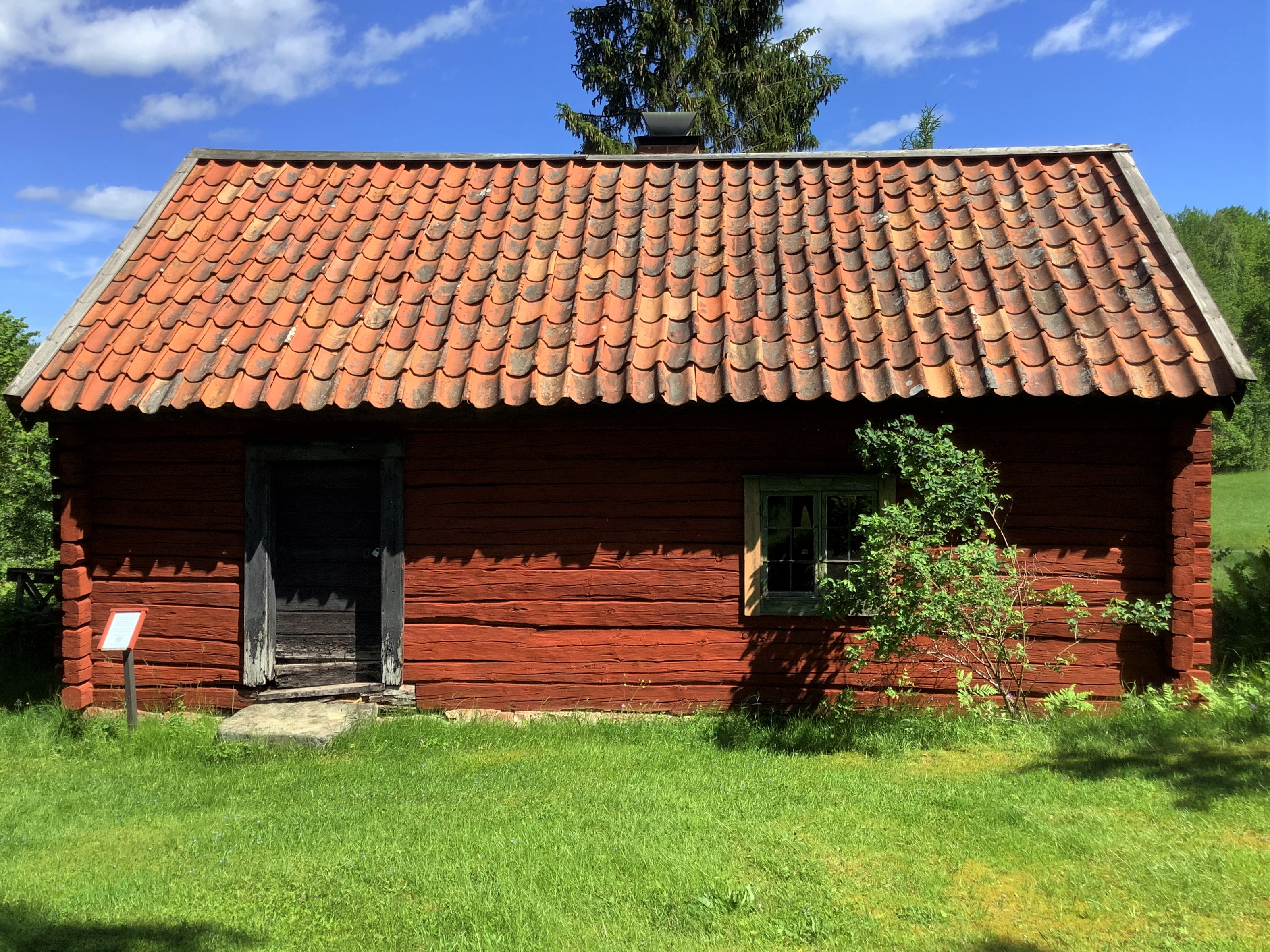
Båtmanstorpet
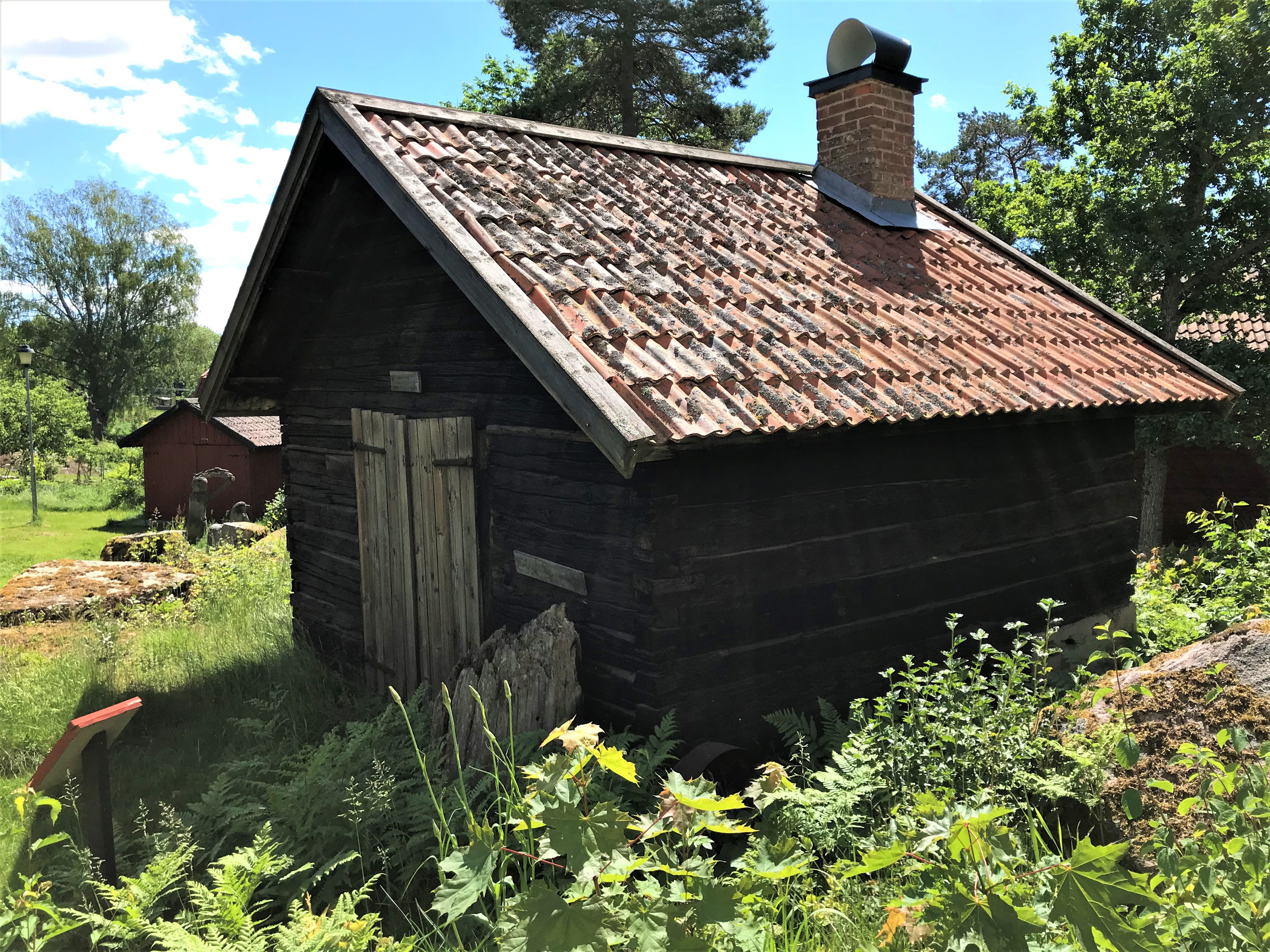
Smedjan
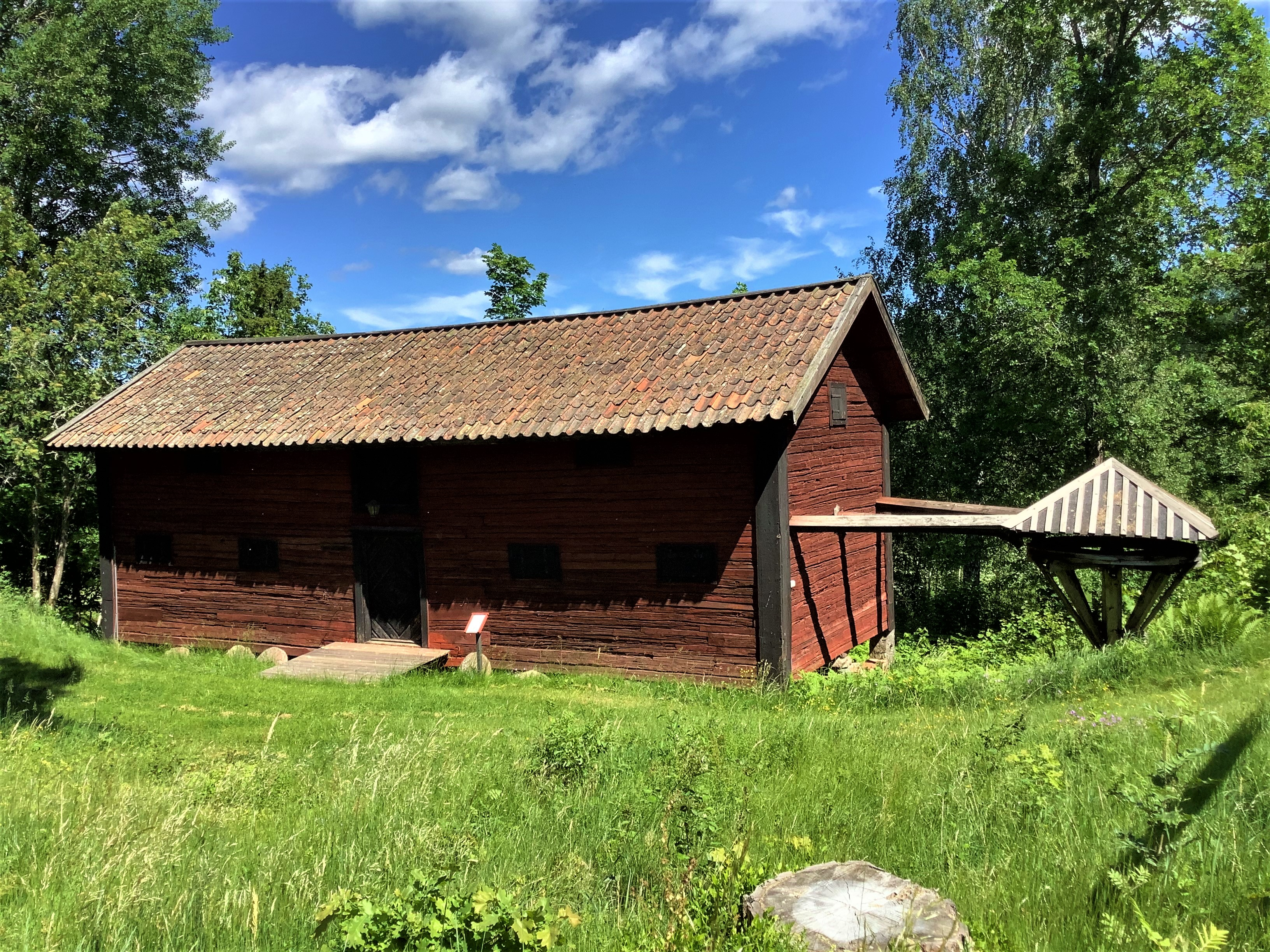
Gamla bränneriet, med tillkopplad oxvandring
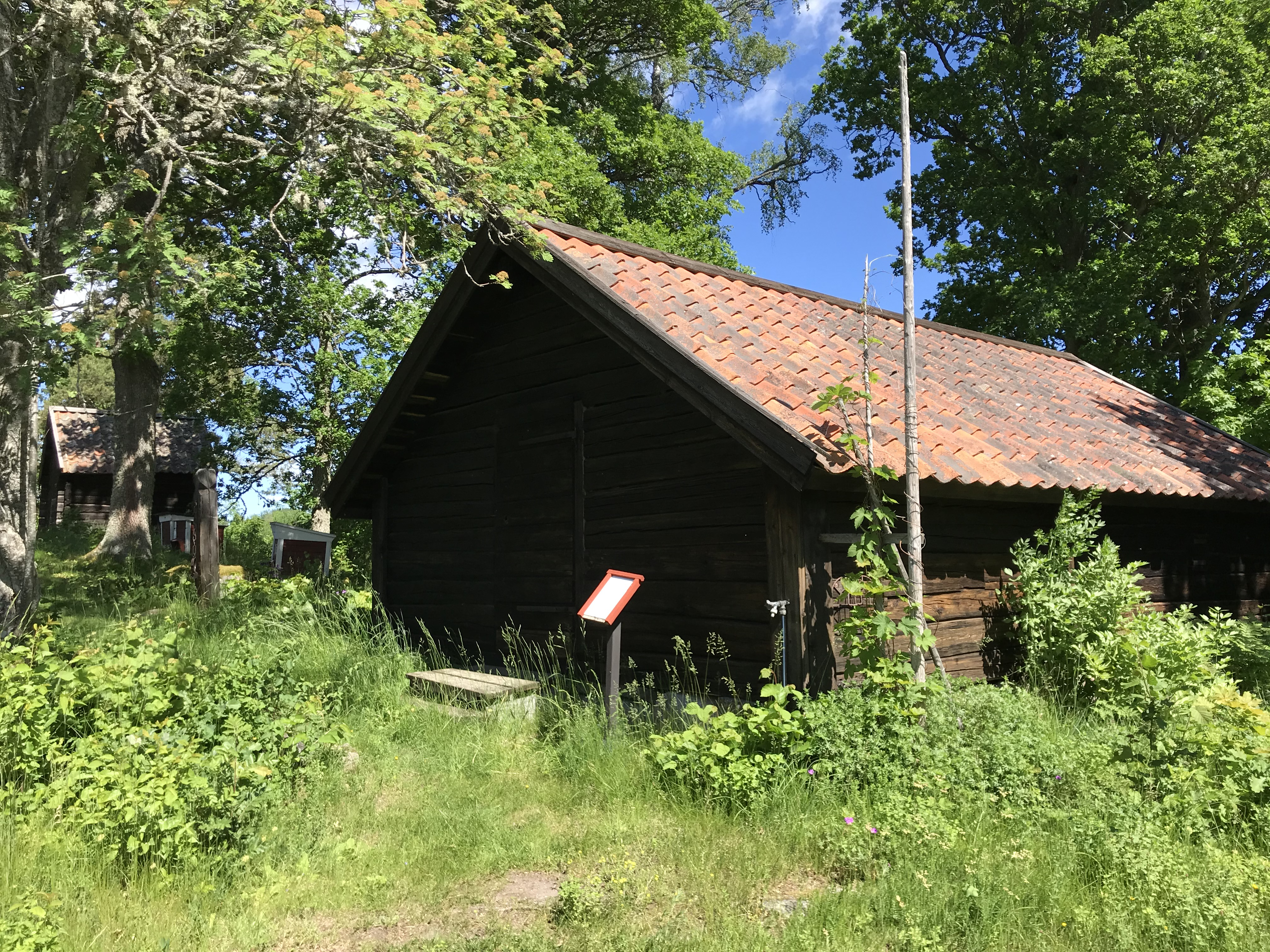
Linbasta
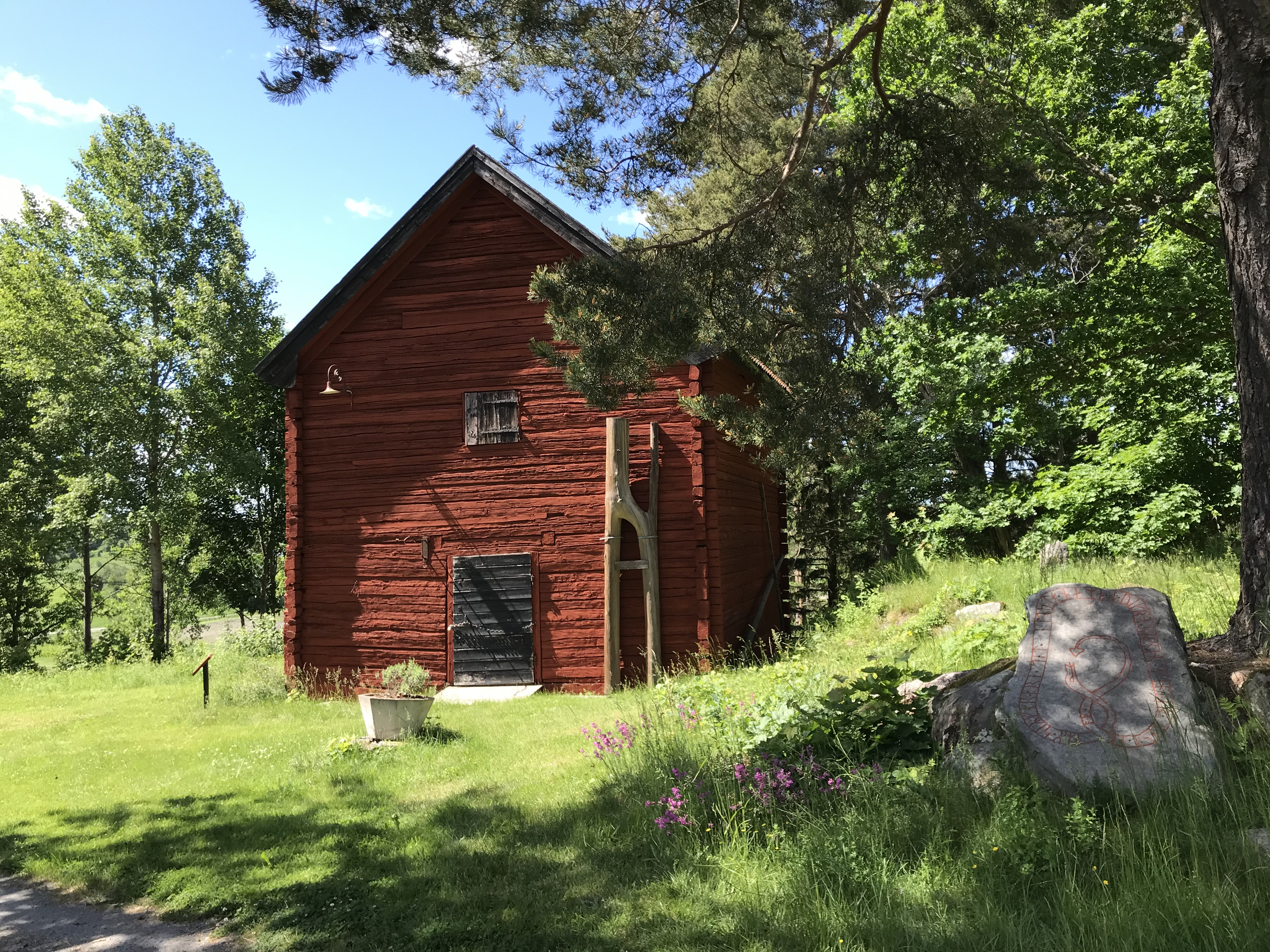
Sockenmagasinet
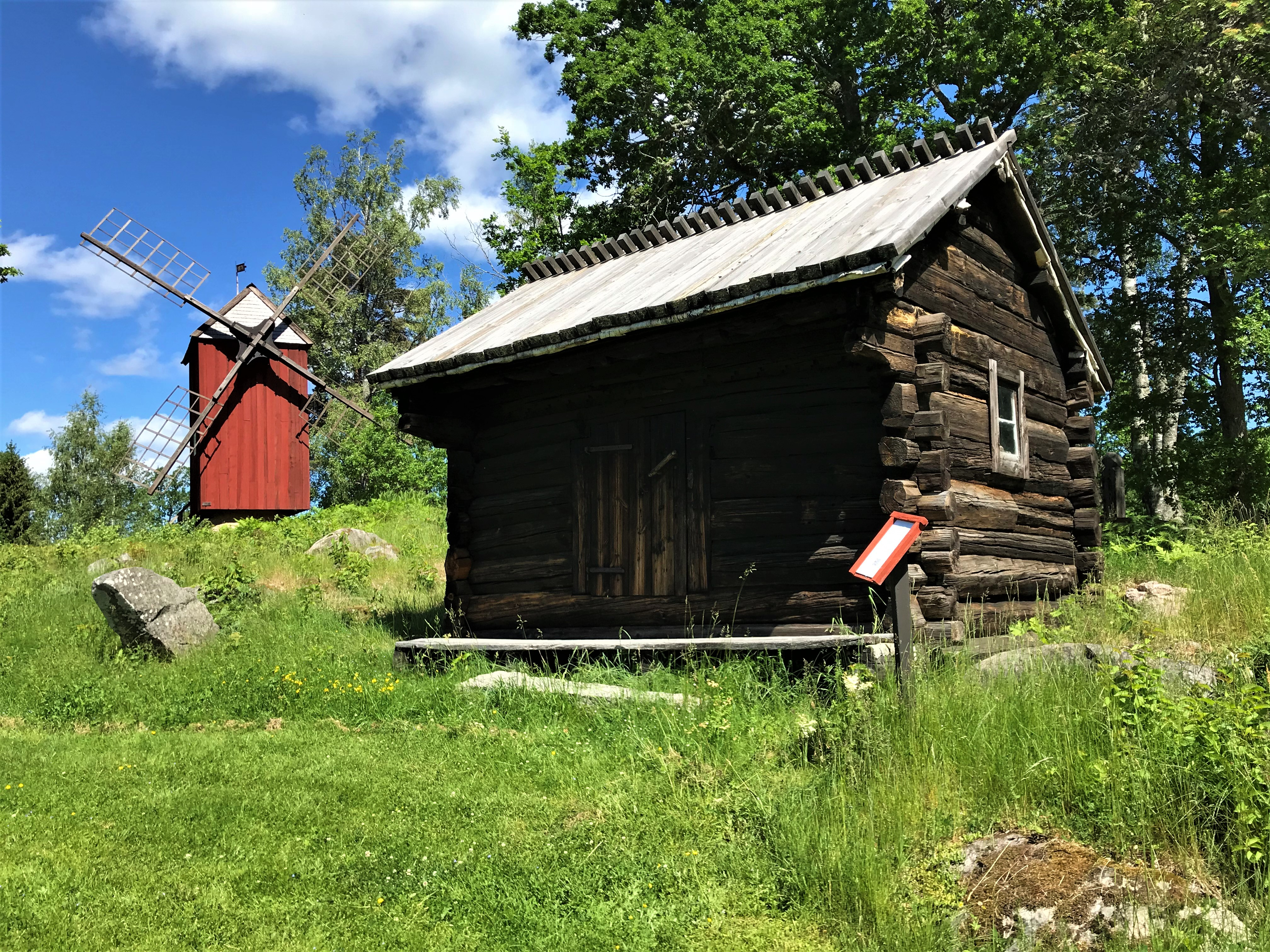
Viksboden, en visthusbod från 1500-talet. I bakgrunden väderkvarnen från 1876.